# Sebring (Ohio)
Sebring ist ein Village im Mahoning County, Ohio, Vereinigte Staaten. Der Ort hatte zum Zeitpunkt der Volkszählung 2000 insgesamt 4.912 Einwohner.

## Geschichte
Der Ort Sebring wurde durch die gleichnamigen Brüder Sebring gegründet, welche ursprünglich aus East Liverpool stammten. Die Familie Sebring, eine Unternehmerfamilie aus dem Töpfereigewerbe, wollte den Ort als sogenannte Stadt des Töpferns aufbauen und ihn durch die Namensgebung als eine Art Denkmal für ihr Schaffen und Wirken errichten.
Die ersten Fabriken der Familie Sebring nahmen 1898 ihre Arbeit auf. Insgesamt beschäftigte die Familie innerhalb kürzester Zeit ungefähr 3.300 Mitarbeiter. Der Ort bekam nach einiger Zeit auch den Titel Töpferhauptstadt der Welt.
Sebring zählt als eine der Ursprungsstädte des Automobils. Bereits 1912 begann in Sebring eine Fabrik damit den sogenannten Sebring Six zu bauen. Insgesamt wurden in Sebring 25 Fahrzeuge gebaut. Die Automobilgeschichte des Ortes führte 2001 dazu, dass die Firma Chrysler eines seiner Modelle Chrysler Sebring nannte.

## Kultur und Sehenswürdigkeiten
Sebring wird durch eine Niederlassung der Public Library of Youngstown and Mahoning County bedient.

## Regelmäßige Veranstaltungen
Das jährlich stattfindende Fest der Feuerwehr (Sebring Fire Department Festival), ein großer Jahrmarkt mit Fahrgeschäften und Wettbewerben, ist das bekannteste Volksfest des Ortes und ist über die Grenzen von Sebring bekannt.

## Persönlichkeiten
- Donald Schreckengost († 2001), Künstler & Designer
- Viktor Schreckengost (1906–2008), Industriedesigner
- Rose Mary Woods (1917–2005), Sekretärin von Präsident Richard Nixon